# Pucallpa
Pucallpa este un oraș din Peru, prin care trece râul Ucayali.